# Staatsschuldenquote in Serbien
Die Staatsschuldenquote Serbiens gibt das Verhältnis zwischen den serbischen Staatsschulden einerseits und dem serbischen nominalen Bruttoinlandsprodukt andererseits an.

## Entwicklung in den letzten Jahren
Die Staatsschuldenquote Serbiens stieg aufgrund der Finanzkrise zwischen 2008 und 2013 an. Entsprach die Staatsverschuldung von 888,7 Mrd. Serbischen Dinar Ende 2008 einer Staatsschuldenquote von 33,4 %, so erreichte die Staatsschuldenquote Ende 2013 angesichts eines Schuldenstandes von dann inzwischen 2.380,8 Mrd. Serbischen Dinar einen Wert von 65,8 %.

## Prognostizierte Entwicklung
Der Internationale Währungsfonds geht davon aus, dass die Staatsschuldenquote Serbiens bis Ende 2019 bei einem Schuldenstand von dann 4.394,2 Mrd. Serbische Dinar auf 88,9 % ansteigt.